# Parablennius cornutus
Parablennius cornutus är en fiskart som först beskrevs av Carl von Linné 1758.  Parablennius cornutus ingår i släktet Parablennius och familjen Blenniidae. Inga underarter finns listade i Catalogue of Life.